# Mercedes-Benz klasy E Coupe
Mercedes-Benz klasy E Coupe – samochód sportowy klasy wyższej produkowany pod niemiecką marką Mercedes-Benz w latach 1993–1997 oraz 2009–2023.

## Pierwsza generacja

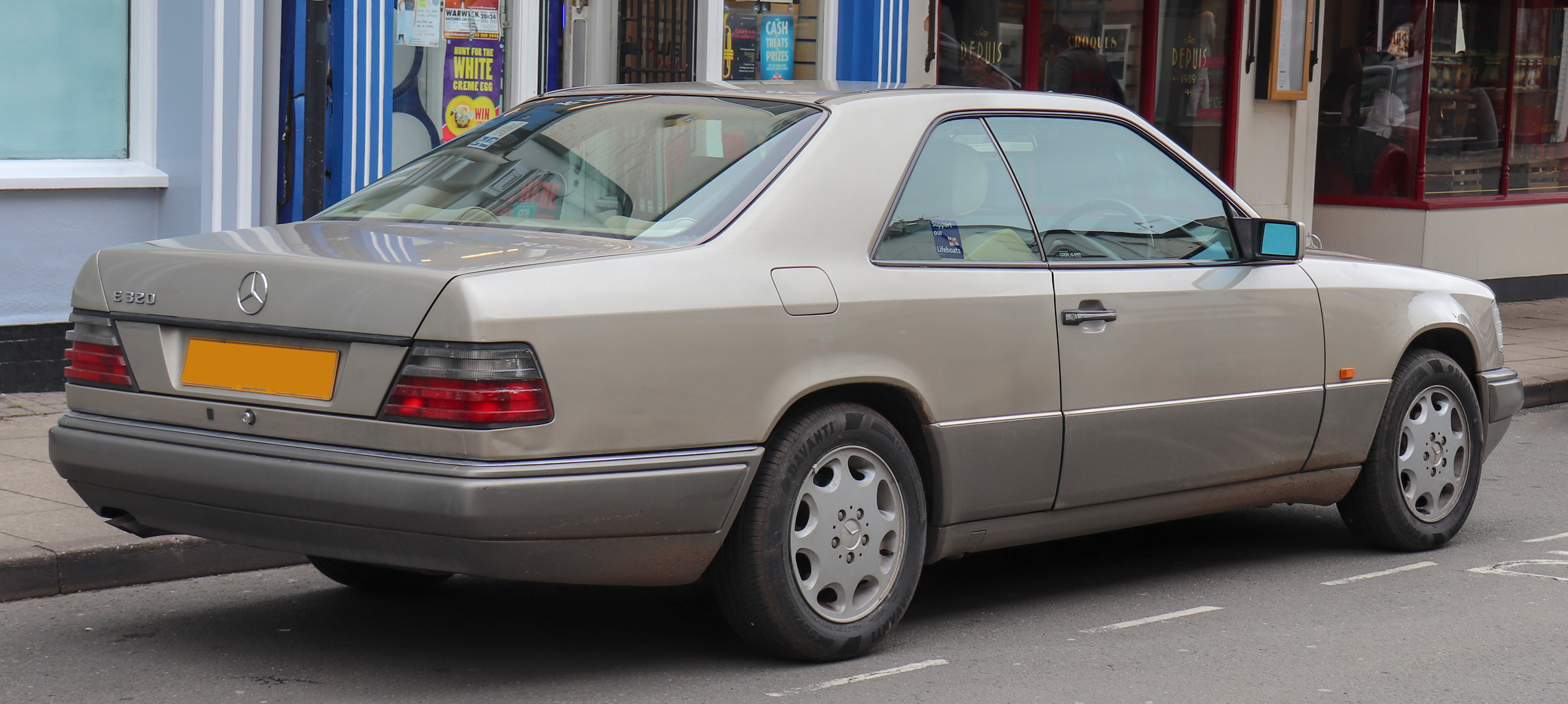
Mercedes klasy E Coupe I (C124) – tył

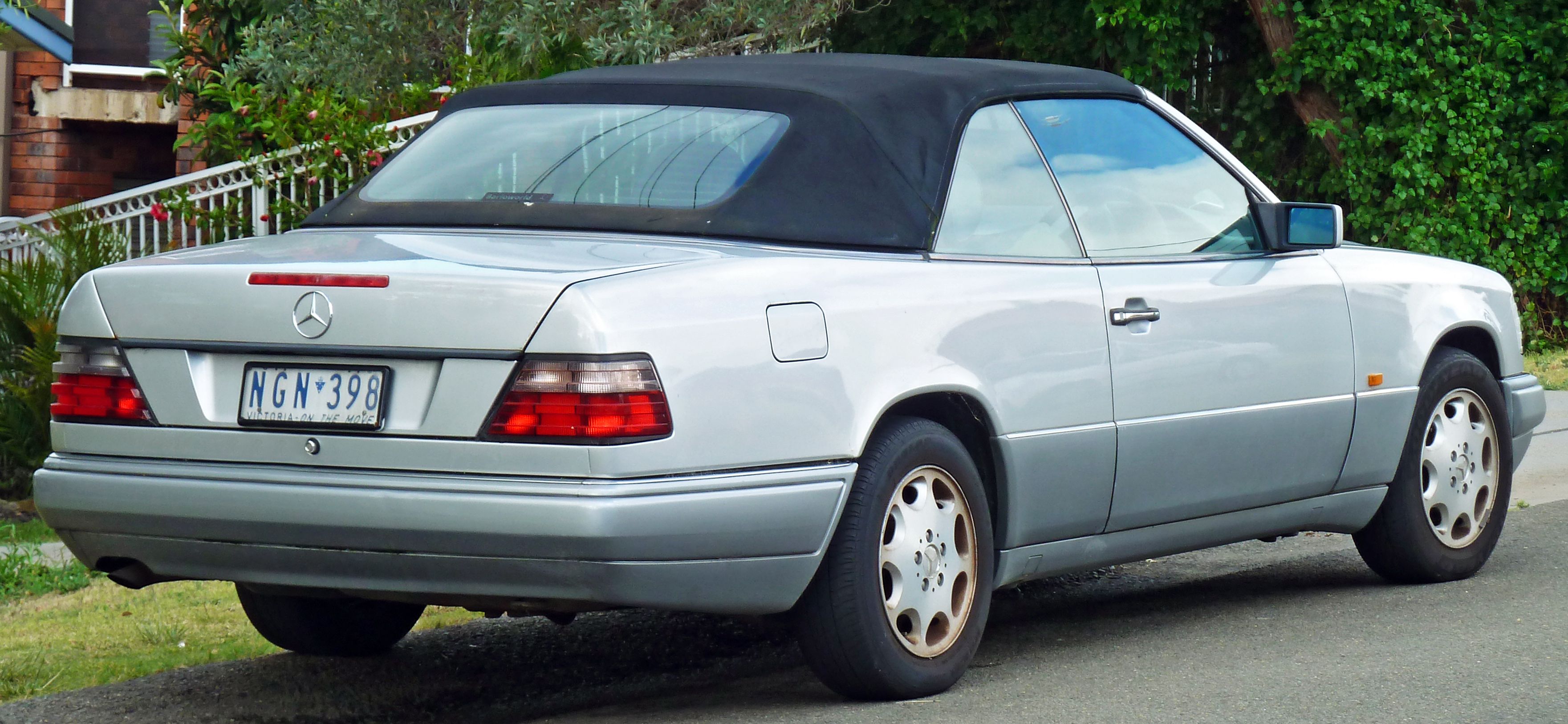
Mercedes klasy E Cabriolet I (A124)

Mercedes klasy E I został zaprezentowany po raz pierwszy w 1993 roku.
Klasa E wersji coupe (kod fabryczny C124) oraz kabriolet (oznaczonej kodem fabrycznym A124) zostały zaprezentowane równolegle z wersją sedan i kombi w 1993 roku. Odmiana coupe i kabriolet oparta jest na tej samej płycie podłogowej, co przekłada się na identyczny rozstaw osi. Jednakże, samochód jest krótszy i niższy, a także posiada charakterystyczne cechy wyglądu jak np. brak słupka B i drzwi bezramkowe (wersja coupe). Samochód nie otrzymał bezpośredniego następcy po zakończeniu produkcji w 1997 roku, a do produkowania czteromiejscowej, dwudrzwiowej odmiany Klasy E z otwartym lub zamkniętym dachem Mercedes powrócił dopiero w 2009 roku przy okazji prezentacji czwartej generacji.

## Druga generacja

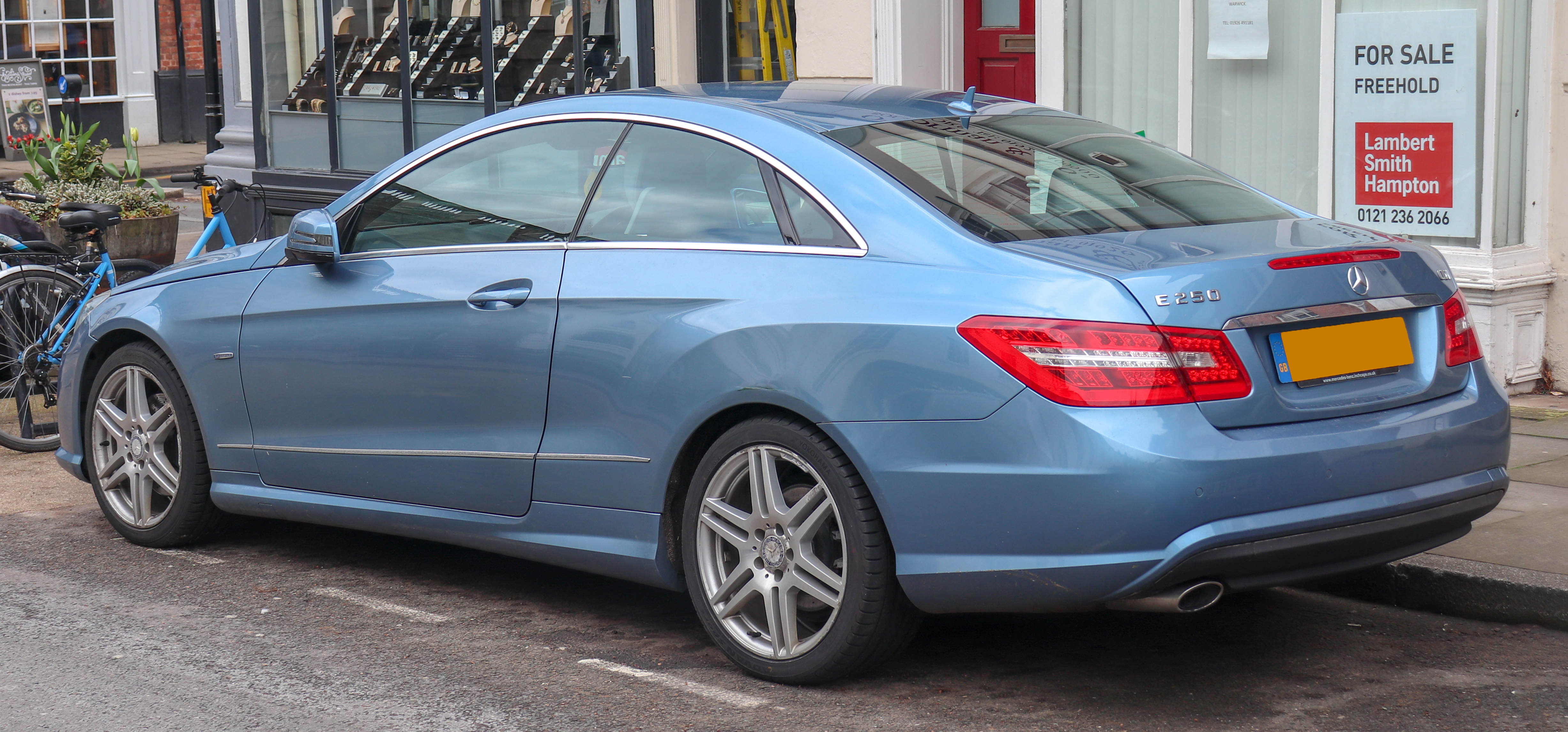
Mercedes-Benz klasy E Coupe II (C207) – tył

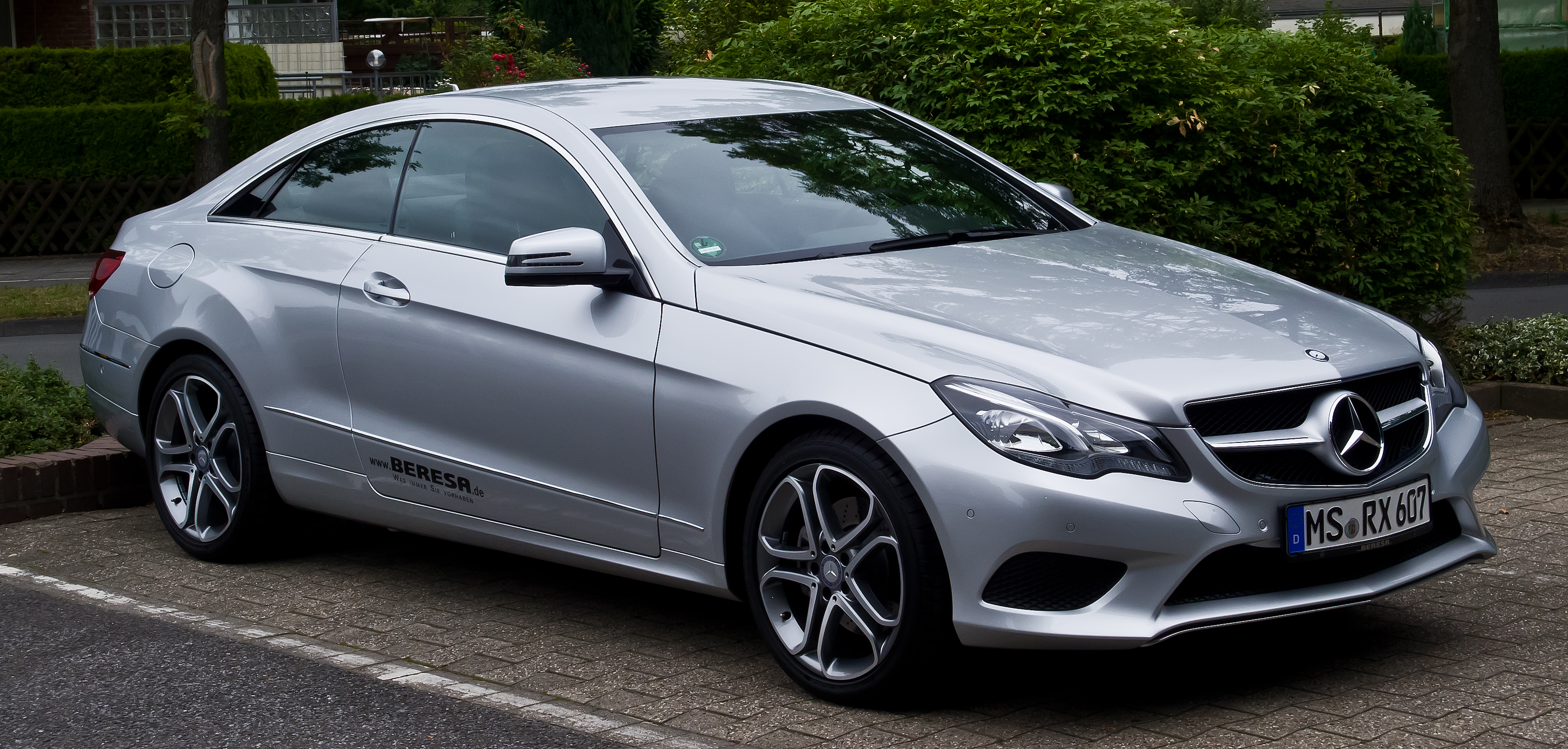
Mercedes-Benz klasy E Coupe II (C207) po liftingu

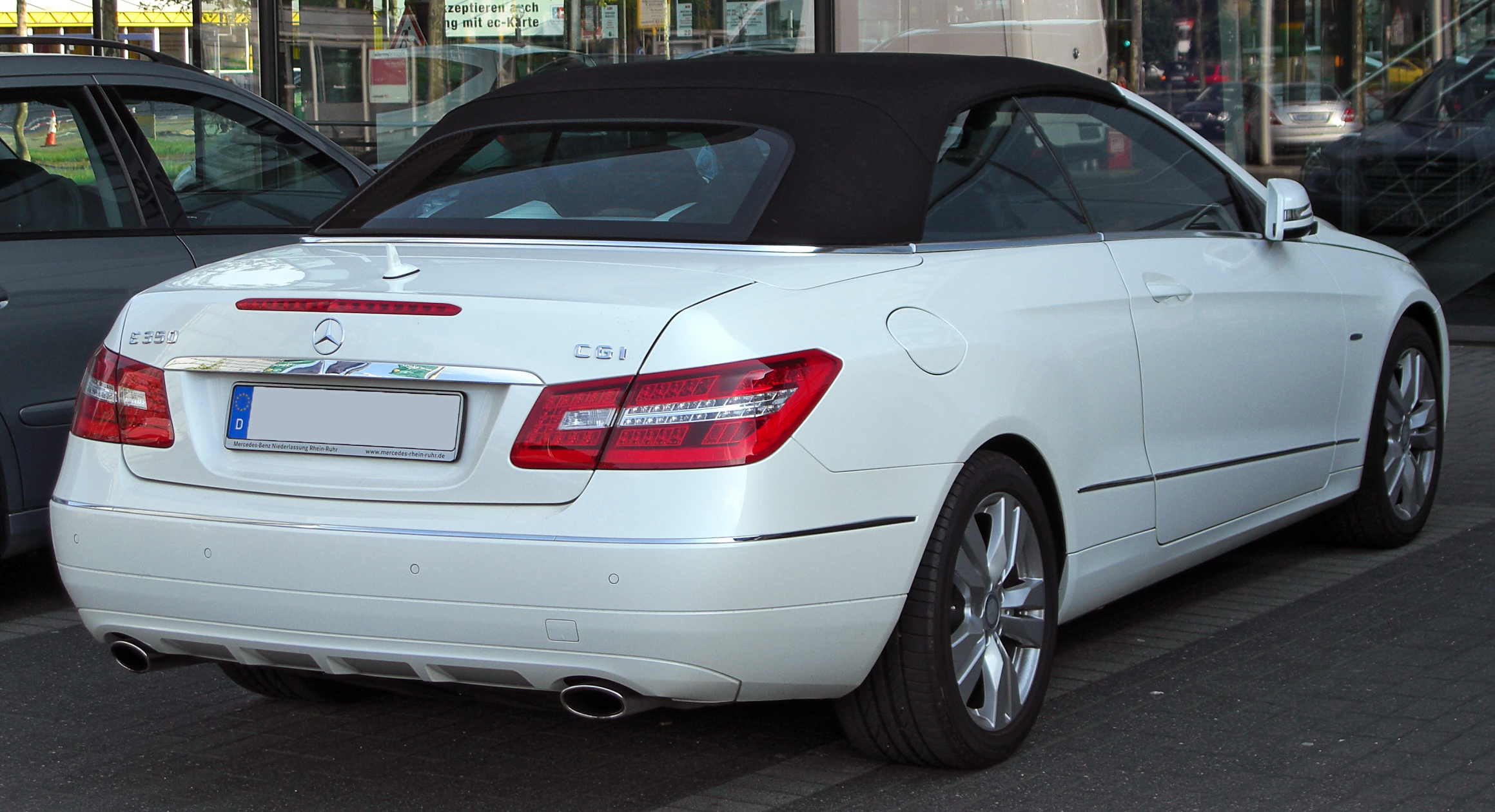
Mercedes-Benz klasy E Cabriolet (A207)

Mercedes-Benz klasy E Coupe II został zaprezentowany po raz pierwszy w lutym 2009 roku.
Dwudrzwiowa, zamknięta lub otwarta odmiana Klasy E powróciła do oferty tego modelu po raz pierwszy od 1997 roku, kiedy to pierwsze wcielenie zastąpił mniejszy, oparty na Klasie C model Mercedes-Benz CLK. Po dwóch generacjach, trzecie wcielenie samochód znów nosi nazwę "E Coupe" lub "E Cabriolet" i dalej jest oparte na mniejszej Klasie C. 
W stosunku do wersji sedan i kombi, wersja coupe i kabriolet odróżnia się innym wyglądem nadwozia i kokpitu. Przednie reflektory mają bardziej agresywny, mniej kanciasty kształt, podobnie jak atrapa chłodnicy. Tylne lampy są węższe i bardziej podłużne, a w środku inne są nawiewy i elementy kokpitu.
Podobnie jak odmianę sedan i kombi, samochód przeszedł gruntowną modernizację z początkiem 2013 roku. W jej ramach z przodu pojawiły się jednoczęściowe reflektory, a z tyłu zmieniono wypełnienie lamp. Zmieniono także kokpit i koło kierownicy.

## Trzecia generacja

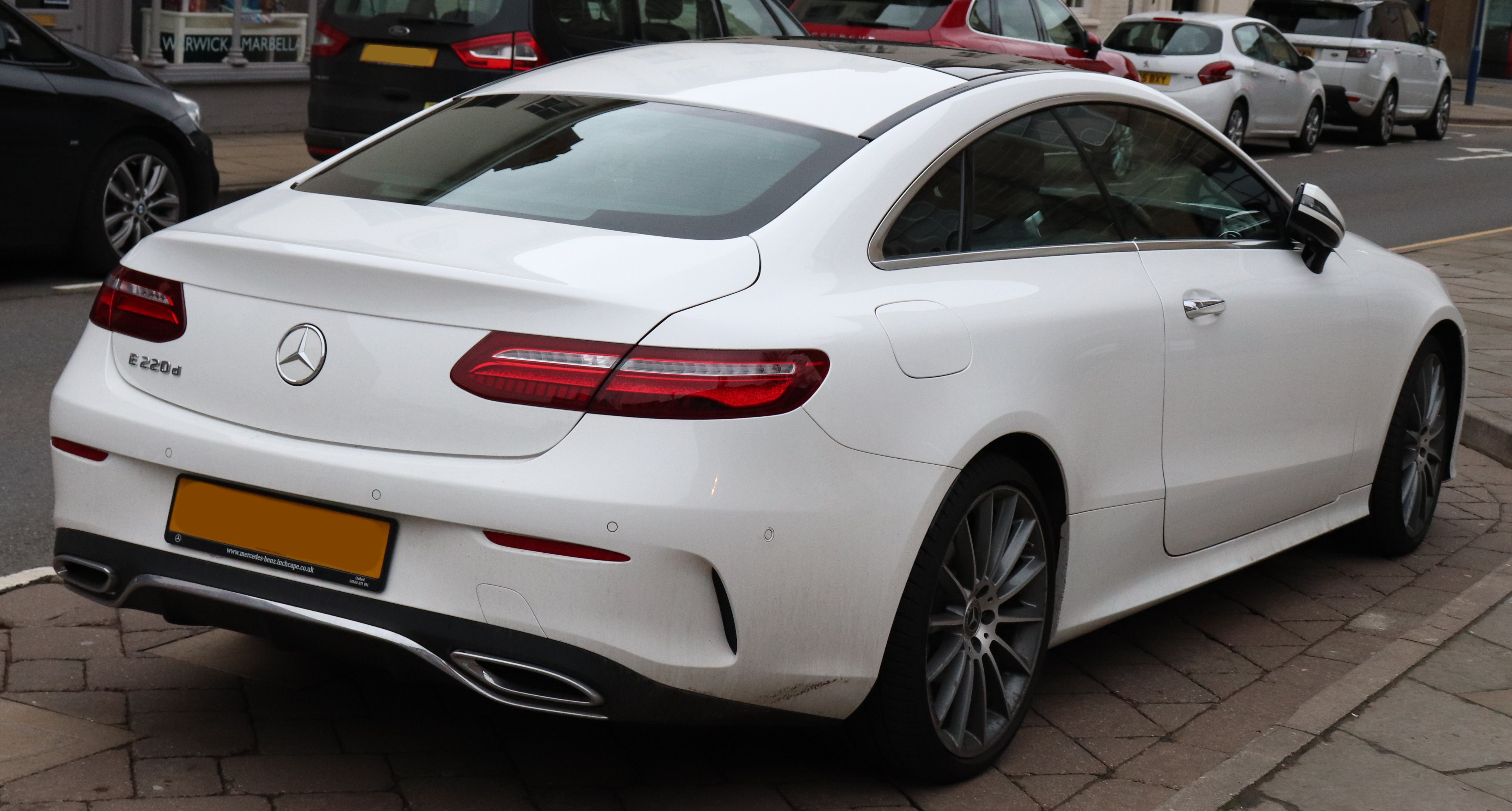
Mercedes-Benz klasy E Coupe III (C238) – tył

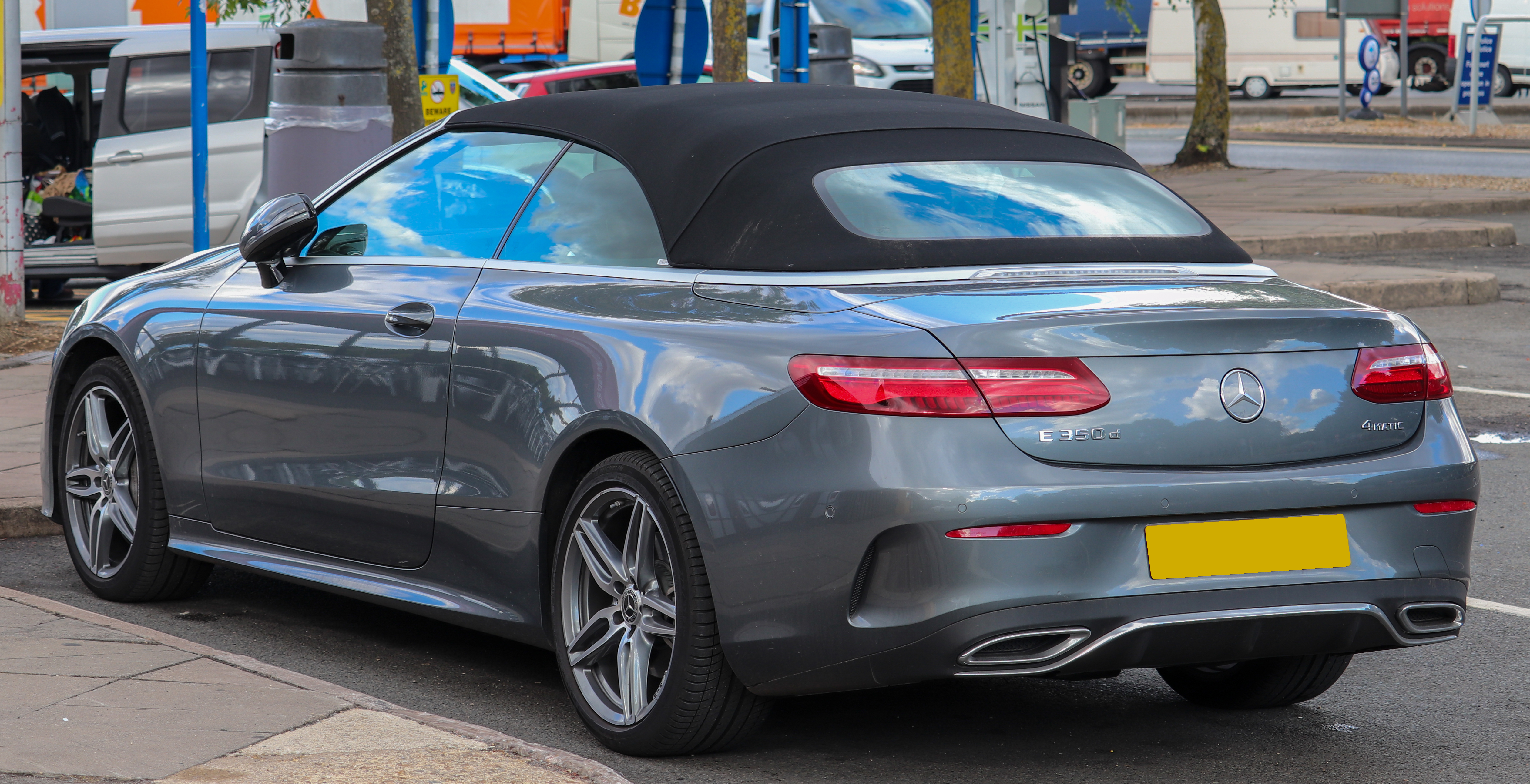
Mercedes-Benz klasy E Cabriolet III (A238)

Mercedes-Benz klasy E III Coupe został zaprezentowany po raz pierwszy w 2017 roku.
Samochód ujrzał światło dzienne rok po prezentacji bazowego modelu, w marcu 2017 roku. Podobnie jak w przypadku poprzedniej generacji, odmiana coupe i kabriolet stała się integralną częścią gamy modelowej Klasy E wraz z wersją sedan i kombi. W przeciwieństwie do tych wariantów, otrzymały one zmodyfikowany przedni zderzak, wyżej poprowadzoną linię okien, niższe i krótsze nadwozie oraz charakterystyczne, podłużne tylne lampy. Ponadto, samochód jest krótszy i na mniejszy rozstaw osi.